# Операција Уједињени заштитник
Операција Уједињени заштитник је кодно име за учешће НАТО савеза у војним операцијама у Либији од 24. марта 2011. Циљ операције је провођење „зоне забрањеног летења“ у складу са резолуцијом Савета безбедности Уједињених нација бр. 1973, као и заштита цивила, у складу са истом резолуцијом која дозвољава предузимање „свих потребних мера, осим окупације, како би се заштитили цивили“. Зона забрањеног летења успостављена је раније, током операција коалиционих снага, пре него што је НАТО преузео команду над свим војним операцијама, 31. марта 2011.
Операција се води из регионалне команде НАТО-а у Напуљу. Почела је 24. марта, када је НАТО преузео на себе контролу провођења ембарга на увоз оружја у Либију. Резолуција Савета безбедности Уједињених нација бр. 1970 забрањује „свако директно или индиректно достављање, продају или трансфер оружја или ратне опреме“. НАТО је затим преузео и надзор над провођењем „зоне забрањеног летења“, да би 31. марта преузео команду над свим војним операцијама у Либији, чиме су завршене националне операције коалиције земаља која је започела интервенцију.